# Gymnoprosopa latifasciata
Gymnoprosopa latifasciata är en tvåvingeart som beskrevs av Henry Jonathan Reinhard 1945. Gymnoprosopa latifasciata ingår i släktet Gymnoprosopa och familjen köttflugor. Inga underarter finns listade i Catalogue of Life.